# Margarita av Grekland och Danmark
Margarita av Grekland och Danmark, född 18 april 1905, död 24 april 1981, var en grekisk och dansk prinsessa.

## Biografi
Hon var dotter till prins Andreas av Grekland och Danmark och Alice av Battenberg. Hon gifte sig 1931 med Gottfried av Hohenlohe-Langenburg. 
Hon blev medlem av nazistpartiet 1937, samtidigt som sin make. Paret använde sina kungliga kontakter för att verka för ett närmande mellan Storbritannien och Nazityskland. På grund av deras kopplingar till nazismen, blev varken hon eller hennes systrar inbjudna till deras bror prins Philips bröllop med den brittiska tronföljaren Elizabeth år 1947. 